# Ducado de la Torre
El ducado de la Torre es un título nobiliario español creado el 24 de noviembre de 1862 por la reina Isabel II en favor del Francisco Serrano y Domínguez, capitán general y luego regente del reino, con grandeza de España originaria.

## Duques de la Torre

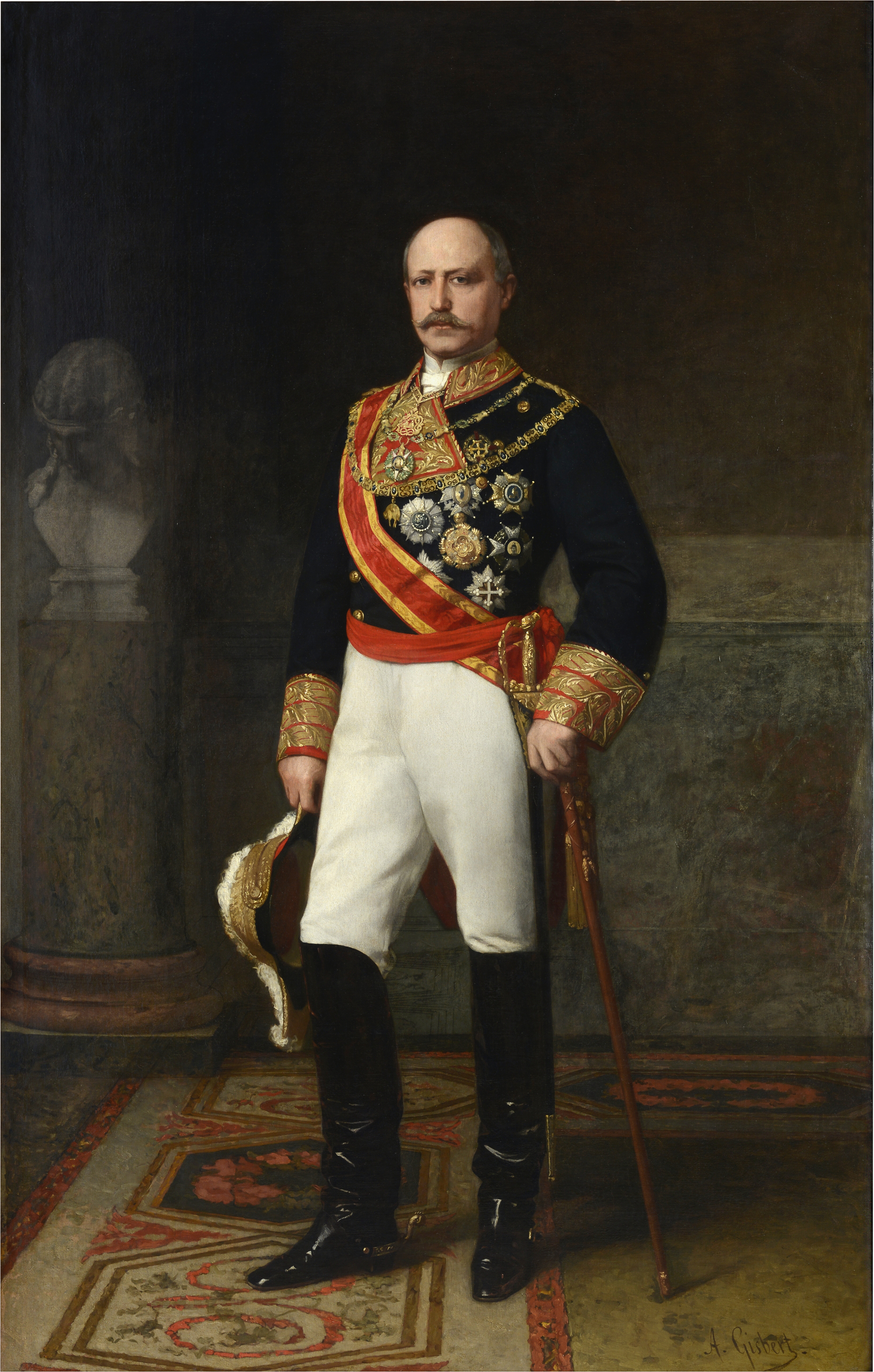
Francisco Serrano y Domínguez, I duque de la Torre.

|                        | Titular                                        | Periodo                |
| Creación por Isabel II | Creación por Isabel II                         | Creación por Isabel II |
| ---------------------- | ---------------------------------------------- | ---------------------- |
| I                      | Francisco Serrano y Domínguez                  | 1862-1885              |
| II                     | Francisco María Buenaventura Serrano Domínguez | 1886-1942              |
| III                    | Carlos Ignacio Martínez de Campos y Serrano    | 1952-1975              |
| IV                     | Leopoldo Martínez de Campos y Muñoz            | 1977-2000              |
| V                      | Carlos Martínez de Campos y Carulla            | 2001-hoy               |

## Historia de los duques de la Torre
- Francisco Serrano y Domínguez (Isla de León, 17 de septiembre de 1810-Madrid, 26 de noviembre de 1885), I duque de la Torre, regente del reino, capitán general de la isla de Cuba, ministro de la Guerra, presidente del Consejo de Ministros, embajador de España, caballero de la Orden del Toisón de Oro, Gran Cruz de la Orden de Carlos III, de la de Isabel la Católico, San Fernando y San Hermenegildo.[3][4]

Casó el 29 de septiembre de 1850, en Madrid, con Antonia Domínguez y Borrell (1831-1917), condesa de San Antonio, dama noble de la Orden de María Luisa. El 12 de julio de 1886 le sucedió su hijo:
- Francisco Serrano y Domínguez (La Habana, 1 de octubre de 1862-24 de agosto de 1942), II duque de la Torre, conde de San Antonio, Gran Placa de la Medjidié de Turquía.[5][4]

Casó el 14 de octubre de 1880 con María de las Mercedes Martínez de Campos y Martín. El 4 de mayo de 1956 le sucedió su sobrino:
- Carlos Ignacio Martínez de Campos y Serrano (París, 6 de octubre de 1887-Madrid, 20 de mayo de 1975), III duque de la Torre,[6] I conde de Llovera, conde de San Antonio, caballero de la Orden de Calatrava, Medalla Militar individual, jefe del Estado Mayor del Ejército, profesor de la Escuela Superior del Ejército, gobernador militar del Campo de Gibraltar, capitán general de Canarias, preceptor del príncipe Juan Carlos de Borbón e historiador militar.[5][4][7]

Casó el 8 de diciembre de 1910, en Madrid, con María Josefa Muñoz y Roca-Tallada. El 8 de marzo de 1977, previa orden del 25 de octubre de 1976 para que se expida la correspondiente carta de sucesión (BOE del 19 de noviembre), le sucedió su hijo:
- Leopoldo Martínez de Campos y Muñoz (Madrid, 24 de julio de 1913-Madrid, 11 de agosto de 2000), IV duque de la Torre,[6] IV conde de Santovenia y de Llovera, embajador de España.[5][4]

Casó en primeras nupcias el 16 de enero de 1941, en Madrid, con Mercedes Carulla y Rico (n. 1919), y en segundas nupcias con María Mille Campos (n. 1919). El 20 de junio de 2001, previa orden del 8 de mayo del mismo año para que se expida la correspondiente carta de sucesión (BOE del 14 de junio), le sucedió su hijo:
- Carlos Martínez de Campos y Carulla, V duque de la Torre,[6] conde de San Antonio.[1]

Casó en primeras nupcias con Elizabeth Anne Macintosh, en segundas con Cristina de Montenegro y Cavengt y en terceras con Marta Arnús de Soto.